# Ben Hadad
Ben Hadad (* 13. Januar 2002) ist ein deutschsprachiger Synchronsprecher.

## Leben
Hadad kam zum Synchronisieren, als er seinen Vater im Tonstudio besuchte. Nach kleinen Rollen in verschiedenen Fernsehserien wie CSI: Den Tätern auf der Spur, Grey’s Anatomy und Coco – Der neugierige Affe sprach er 2011 die Titelrolle in der deutschsprachigen Fassung des computeranimierten Fernsehfilms Das Grüffelokind. 2013 synchronisierte er die Figur Ben, der Mistkäfer in der Serie Die Biene Maja. 2014 war er Sprecher des Titelhelden Wickie in der 78-teiligen Serie Wickie und die starken Männer.

## Synchronrollen (Auswahl)
Jaeden Martell
- 2014: St. Vincent als Oliver Bronstein
- 2015: Aloha – Die Chance auf Glück als Mitchell
- 2016: Mein fast perfekter Vater als Anthony
- 2016: Midnight Special als Alton

### Filme
- 2011: Das Grüffelokind für Shirley Henderson als Grüffelokind
- 2012: Das gibt Ärger für John Paul Ruttan als Joe
- 2013: Belle und Sebastian für Félix Bossuet als Sébastien  (Gesang)
- 2013: Tarzan 3D für Jonathan Morgan Heit als John Junior "JJ" Greystoke
- 2015: San Andreas für Art Parkinson als Ollie
- 2015: Die Bestimmung – Insurgent für Emjay Anthony als Hector
- 2017: Es für Finn Wolfhard als Richie Tozier
- 2019: Child’s Play für Gabriel Bateman als Andy Barclay
- 2019: Es Kapitel 2 für Finn Wolfhard als junger Richie Tozier
- 2020: Sommer 85 für Félix Lefebvre als Alexis Robin
- 2023: Teenage Mutant Ninja Turtles: Mutant Mayhem für Micah Abbey als Donatello

### Serien
- 2011–2016: Jake und die Nimmerland Piraten für Jonathan Morgan Heit/Jadon Sand als Cubby (Sprache & Gesang)
- 2012: Private Practice für Griffin Gluck/Raymond Ochoa als Mason Warner/Ollie
- 2013–2017: Die Biene Maja als Ben, der Mistkäfer
- 2014: Wickie und die starken Männer als Wickie
- seit 2015: Super Wings als Jett
- 2016: Magie Akademie für Andrew Ortega als Sean De Soto
- 2018–2021: Lost in Space – Verschollen zwischen fremden Welten für Maxwell Jenkins als Will Robinson
- seit 2018: Beyblade Burst: Turbo, Rise und Surge
- seit 2024: Die Abenteuer der Teenage Mutant Ninja Turtles (Tales of the Teenage Mutant Ninja Turtles, Fernsehserie, Stimme)